# St. Olga kirke i Łódź
St. Olga kirke (polsk Cerkiew p. w. św. Olgi) ligger ved Grzegorz Piramowicz’ gade 12 (tidligere Olgińskagaden) i Łódź. I 1896 begyndte opførelsen af et hjem for forældreløse, ortodokse børn. Ved siden af blev et stort kapel bygget, som den 16. oktober 1898 blev indviet som St. Olga ortodokse kirke. Begge bygninger blev tegnet af Franciszek Chełmiński.
Kirken er énskibet og har en rektangulær grundplan med presbyterium. Hovedindgangen findes i kirketårnet, som ender i en løgformet kuppel. Denne er det eneste element i bygningen, som knytter sig til russisk-byzantinsk arkitektur. Kirken befinder sig i nogle hundrede meters afstand fra St. Aleksander Nevskij-katedralen.
51°46′19.1″N 19°27′54.1″Ø / 51.771972°N 19.465028°Ø